# Хьюз, Стивен (североирландский футболист)
Стивен Хьюз (англ. Stephen Hughes; род. 18 ноября 1986, Ньюри) — североирландский футбольный полузащитник (ранее — нападающий). Старший брат футболиста Дэниела Хьюза.

## Карьера
Начинал играть в футбол в Карнбейнской лиге (любительская лига региона Ньюри и Мурн), сначала выступая за «Роквью Юнайтед», а затем — за «Бессбрук Юнайтед». В составе обоих клубов Стивен становился чемпионом лиги (сезоны 2007/08 и 2010/11), оба раза вместе с этим он признавался игроком года в лиге, а в сезоне 2007/08 он также стал лучшим бомбардиром чемпионата с 39 голами.
Перед сезоном 2011/12 Хьюз перешёл в «Ньюри Сити», выступавший в Первом Чемпионшипе Северной Ирландии. Вместе с «Ньюри» в том сезоне Хьюз занял второе место, но в стыковых матчах за право участия в Премьершипе уступил «Лисберн Дистиллери» (2:3, 0:0), отметившись одним голом.
10 октября 2012 года Стивен перешёл из расформированного «Ньюри Сити» в другой клуб лиги — «Уорренпойнт Таун», с которым также занял второе место по итогам сезона, но вышел в Премьершип через стыковые матчи. В главной лиге страны вместе с «Уорренпойнтом» он провёл три сезона, а после понижения команды в классе присоединился к «Портадауну», который выступал в Премьершипе под руководством знакомого ему по «Ньюри» тренера Пэта Макгиббона. Контракт был рассчитан на один год. По окончании сезона игрок покинул клуб, вылетевший в Первый Чемпионшип. «Портс» предлагали Хьюзу продлить контракт, но он предпочёл играть ближе к дому.

## Достижения

### Командные
Как игрока «Роквью Юнайтед»:
- Карнбейнская лига:
  - Чемпион: 2007/08

Как игрока «Бессбрук Юнайтед»:
- Карнбейнская лига:
  - Чемпион: 2007/08

Как игрока «Ньюри Сити»:
- Чемпионшип 1
  - Второе место: 2011/12
- Промежуточный кубок Северной Ирландии:
  - Победитель: 2011/12
- Кубок Мид-Ольстера:
  - Победитель: 2011/12

Как игрока «Уорренпойнт Тауна»:
- Чемпионшип 1
  - Второе место: 2012/13 (выход в Премьершип через стыковые матчи)

### Личные
Как игрока «Роквью Юнайтед»:
- Карнбейнская лига:
  - Лучший игрок: 2007/08
  - Лучший бомбардир: 2007/08

Как игрока «Бессбрук Юнайтед»:
- Карнбейнская лига:
  - Лучший игрок: 2007/08